# Lahovice
Lahovice (německy Lahowitz) jsou městská čtvrť a katastrální území na jihu Prahy, tvořící od 24. listopadu 1990 severní část městské části Praha-Zbraslav. Území Lahovic má rozlohu 202,77 ha a rozkládá se na levém břehu Vltavy při jejím soutoku s Berounkou.
Osada Lahovice leží v klínu mezi Vltavou a Berounku, tj. na pravém břehu Berounky. Do katastrálního území Lahovic spadá i osada Lahovičky, ležící severněji, na protilehlém, levém břehu Berounky. Vlastní Lahovice (tj. část na pravém břehu Berounky) jsou statisticky vedeny jako jedna základní sídelní jednotka, území Lahoviček je rozděleno na dvě základní sídelní jednotky: ZSJ Lahovičky tvoří vlastní osada, ZSJ Lahovičky-soutok tvoří pobřežní pás od radotínského přístavu až k modřanskému jezu a k tomu oblast západně od obytné zástavby Lahoviček. Oblast v okolí přístavu, nyní bez obytných budov, je zmiňována jako osada Lebedov. Lahovice i Lahovičky leží při Strakonické ulici, což je významná výpadová radiála (označovaná též jako Chuchelská radiála), která je pražským pokračováním silnice I/4 od Strakonic a Příbrami.

## Historie
Lahovice osídlili Slované kolem roku 850. Pohřebiště fungující následující dvě století zřídili na nízké písčité duně mezi Lahovicemi a Radotínem u dnešní Výpadové ulice.
Poprvé jsou Lahovice zmiňovány roku 999 v zakládací listině kláštera v Ostrově (u Davle), jemuž kníže Boleslav III. věnoval „rybáře v Lahovicích“. V té době šlo o rybářskou usedlost, jíž byla svěřena povinnost udržovat cestu mezi královským městem Prahou a Zbraslaví, pohřebištěm Přemyslovských knížat, a právo vybírat mýto za průjezd obchodních povozů. Jeden z výkladů tvrdí, že bažinatý charakter těchto míst vyjadřovalo původní jméno Luhovice, poněmčením zkomolené na Lahowitz; jiný výklad, že název pochází z osobního jména Láh či Lahoda.
V roce 1115, kdy jsou zde zmiňováni rybáři Čekan, Mařík a Blažej, přiřkl Vladislav I. dolní úsek řeky Mže včetně tří lahovických rybářů klášteru v Kladrubech. V roce 1270 za Přemysla Otakara II. se staly díky výměně pozemků opět královským majetkem. V roce 1304 je Václav II. připojil k Zbraslavskému klášteru. V roce 1358 je jako majitel dvora v Lahovicích zmiňován jakýsi Jan. I po husitských válkách patřily Lahovice zbraslavskému klášteru. Po zrušení kláštera roku 1785 připadly náboženskému fondu a zůstaly součástí zbraslavského panství, jehož vlastníky se později stali Karel Oettingen-Wallerstein a Cyril Bartoň z Dobenína. Se zavedením obecního zřízení roku 1849 se staly Lahovice samostatnou obcí.
Obyvatelé se zabývali rybařením a košíkářstvím. Lahovické košíkářské řemeslo bylo proslulé až do poloviny 20. století. Vrby byly pěstovány v celých alejích (oblast Vrbičky, později zastavěná Státním rybářstvím). Lahovičtí košíkáři prodávali své zboží na trzích na Zbraslavi i v Praze i přímo pekařům a dalším řemeslníkům. Někteří zdejší umělečtí košíkáři byli vyučeni v italských Benátkách.
Za krále Václava III. byl v Lahovicích vybudován klášterní statek (v místech dnešního čp. 8), který využíval úrodné nivní půdy. Zhruba v téže době vzniklo na území dnešních Lahovic i Lahoviček několik dalších statků, jejichž budovy byly obehnány vysokými kamennými zdmi (např. dnešní čp. 6 a 11 v Lahovičkách). V husitských dobách i za třicetileté války byly Zbraslav i Lahovice opakovaně vydrancovány.
Před rokem 1870 zde vznikla malá továrna na hliněné zboží, ve 20. století je zde uváděna i velká cihelna. Cihelna byla zničena požárem při katastrofální povodni v roce 1890 a už nebyla obnovena.
Řeka Berounka při povodních vícekrát změnila své koryto. Roku 1829 byla Berounka definitivně přeložena do dosavadního vedlejšího ramene do Lahovic (proraženého povodní roku 1799), čímž rozdělila území Lahovic na dvě části a dala tak vzniknout severněji položené osadě Lahovičky, která však i nadále zůstala součástí území obce Lahovice. Východní část Lahoviček byla rekultivována a lahovické ostrovy byly v rámci regulace Vltavy zrušeny. Jedna z částí původního říčního koryta mezi ostrovy byla v té době už jen výjimečně využívána k chovu ryb.
Po ničivé povodni roku 1890 se Lahovice značně vylidnily a část obyvatelstva přesídlila z Lahovic do lépe chráněných Lahoviček. V roce 1899 bylo v Lahovicích spočteno 420 obyvatel ve 430 domech, a to z malé části rolníků, ostatní pracovali při dvoře, v továrně a blízkých cukrovarech, mnoho obyvatel se zabývalo výrobou proutěného zboží. Ve 20. letech 20. století se Zbraslav a Velká Chuchle staly oblíbenými výletními místy Pražanů a Lahovičky zažily stavební boom. Zatímco na začátku 20. století je v Lahovicích celkově uváděno 400 obyvatel ve 44 domech (z toho v Lahovičkách 148 obyvatel v 18 domech), v roce 1930 dosáhl počet obyvatel 628. Koncem 20. století opět klesal, v roce 1997 zde bylo evidováno 365 obyvatel.
Zákonem č. 111/1967 Sb. byly k hlavnímu městu Praze připojeny Lahovičky; dodatečně, s účinností od 1. října 1968, byly k Praze připojeny i vlastní Lahovice na pravé straně Berounky. Lahovice byly začleněny do městského obvodu Praha 5. Nejprve zde ještě nějakou dobu působil byl zdejší místní národní výbor, později byl zrušen a Lahovice byly s pomocí zdejšího občanského výboru spravovány centrálně ze Smíchova. Roku 1990 byly Lahovice spojeny se Zbraslaví do městské části Praha-Zbraslav.

## Lahovický masakr

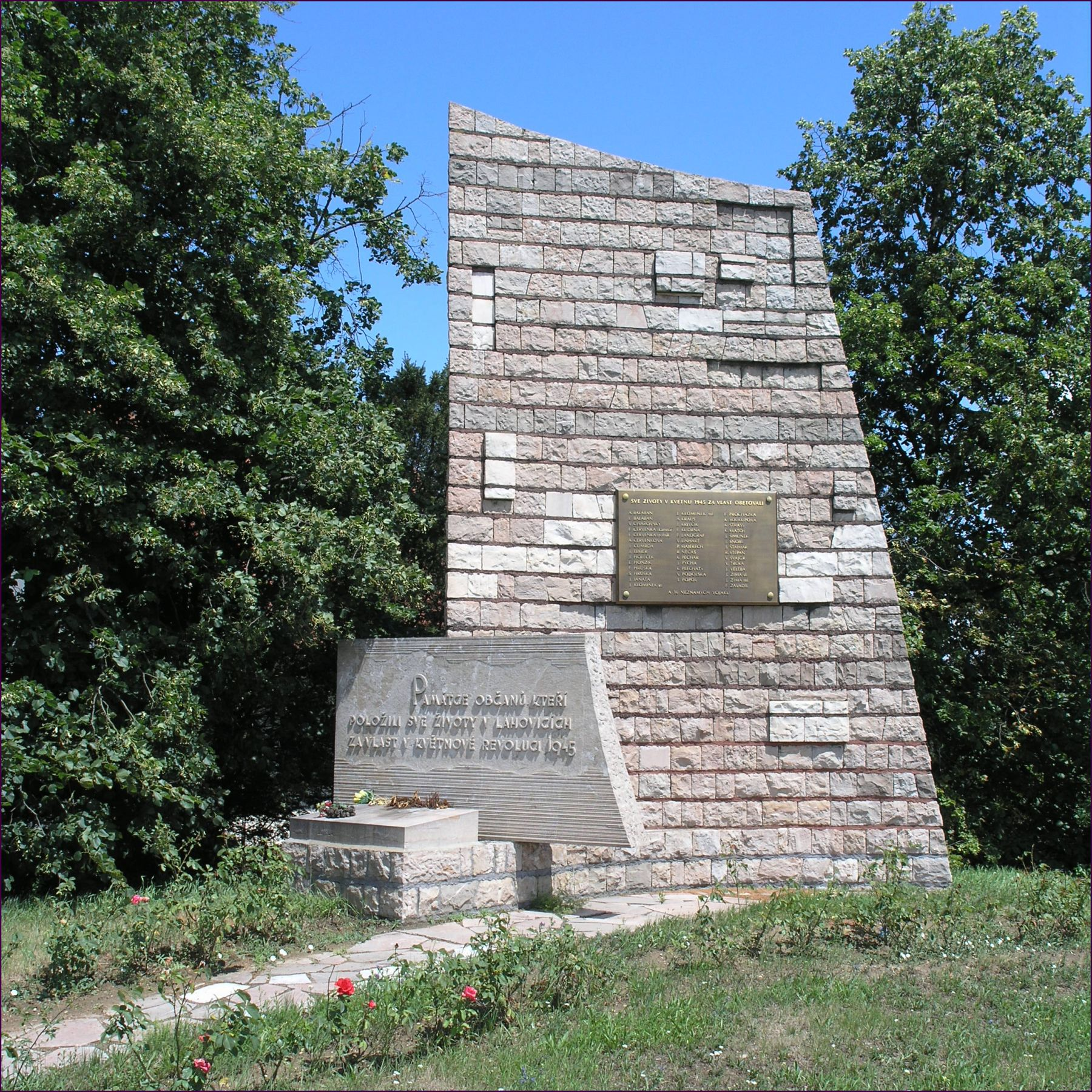
Památník květnových událostí roku 1945. Připomíná padlé české občany a 16 jménem neznámých vojáků - padlé vojáky ROA.

V ranních hodinách 7. května 1945 vyrostla na okraji starého lahovického mostu barikáda, která měla zpomalit postup motorizovaných jednotek SS z prostoru Zbraslavi přes Berounku na Prahu. Lahovický most byl na svém místě strategickým bodem, neboť v celém okolí byl k dispozici jen radotínský přívoz a nejbližší přemostění na druhý břeh Berounky bylo až v Karlštejně. Na straně obránců stála skupinka vojáků Vlasovovy osvobozenecké armády a skupina místních občanů doplněná o několik dobrovolníků z okolních obcí. Špatně vyzbrojení obránci se pokusili během souboje vyhodit most do povětří, ale při nedostatku vhodné trhaviny dokázali způsobit jen malé škody a během několika desítek minut byli zabiti či zajati. V závěru bojů byl zastřelen i jeden z důstojníků útočící jednotky. Jako odplata byli zajatí obránci popraveni v prostoru osady „Ahoj“. Přibližně 35 lahovických občanů bylo vyvlečeno ze svých domů na ulici a popraveno.
Konečný součet obětí na straně obránců mostu byl:
- 41 lahovických občanů (od 9 let – Václav Linhart (zastřelen) až do 75 let – p. Elmer (utlučen v sudu)[zdroj?]
- 3 občané z okolních vesnic
- 16 vojáků Vlasovovy osvobozenecké armády (ROA)
- 1 bulharský občan Ilja Klimentov Popov

## Popis území

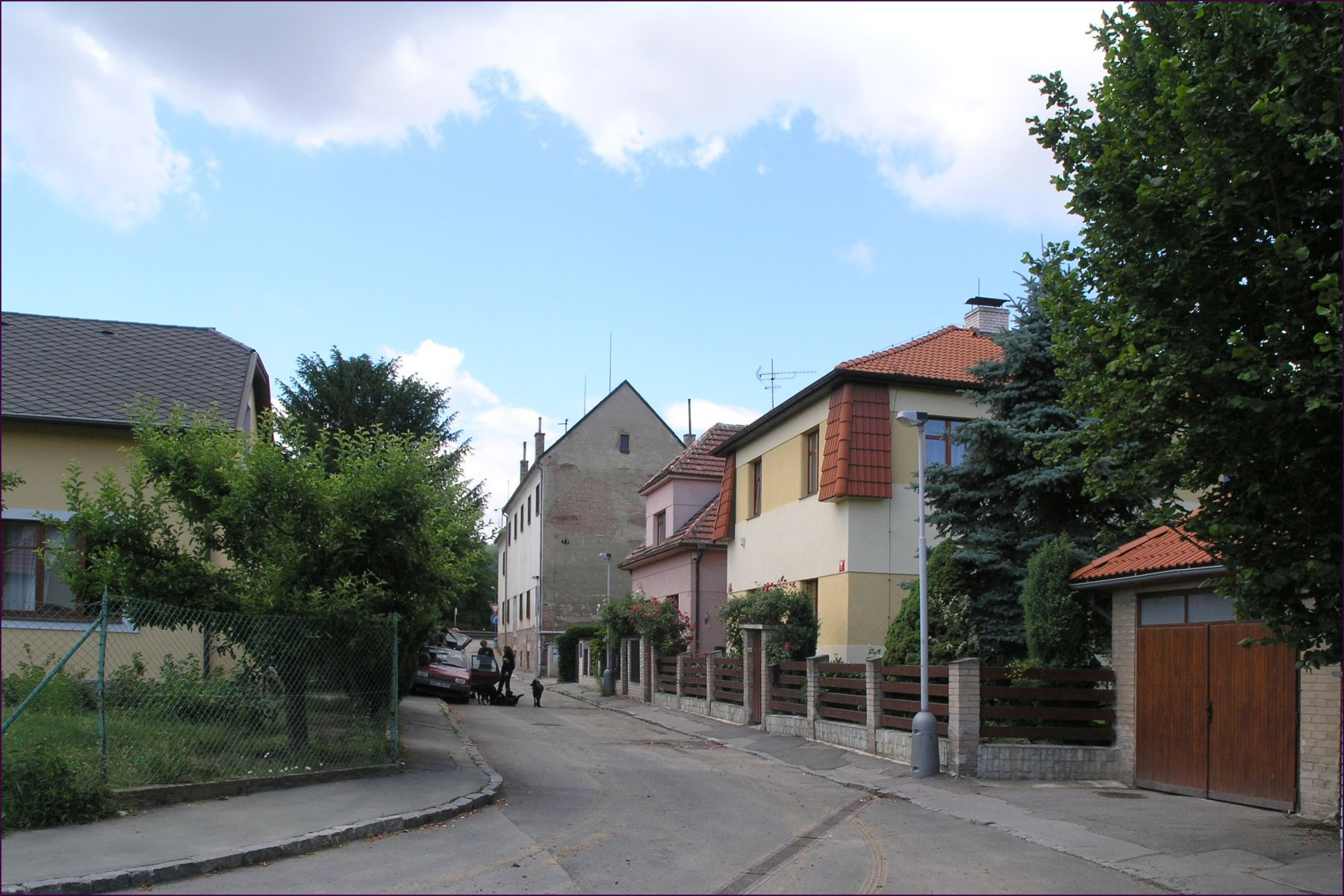
Ulice K zahradám v Lahovičkách

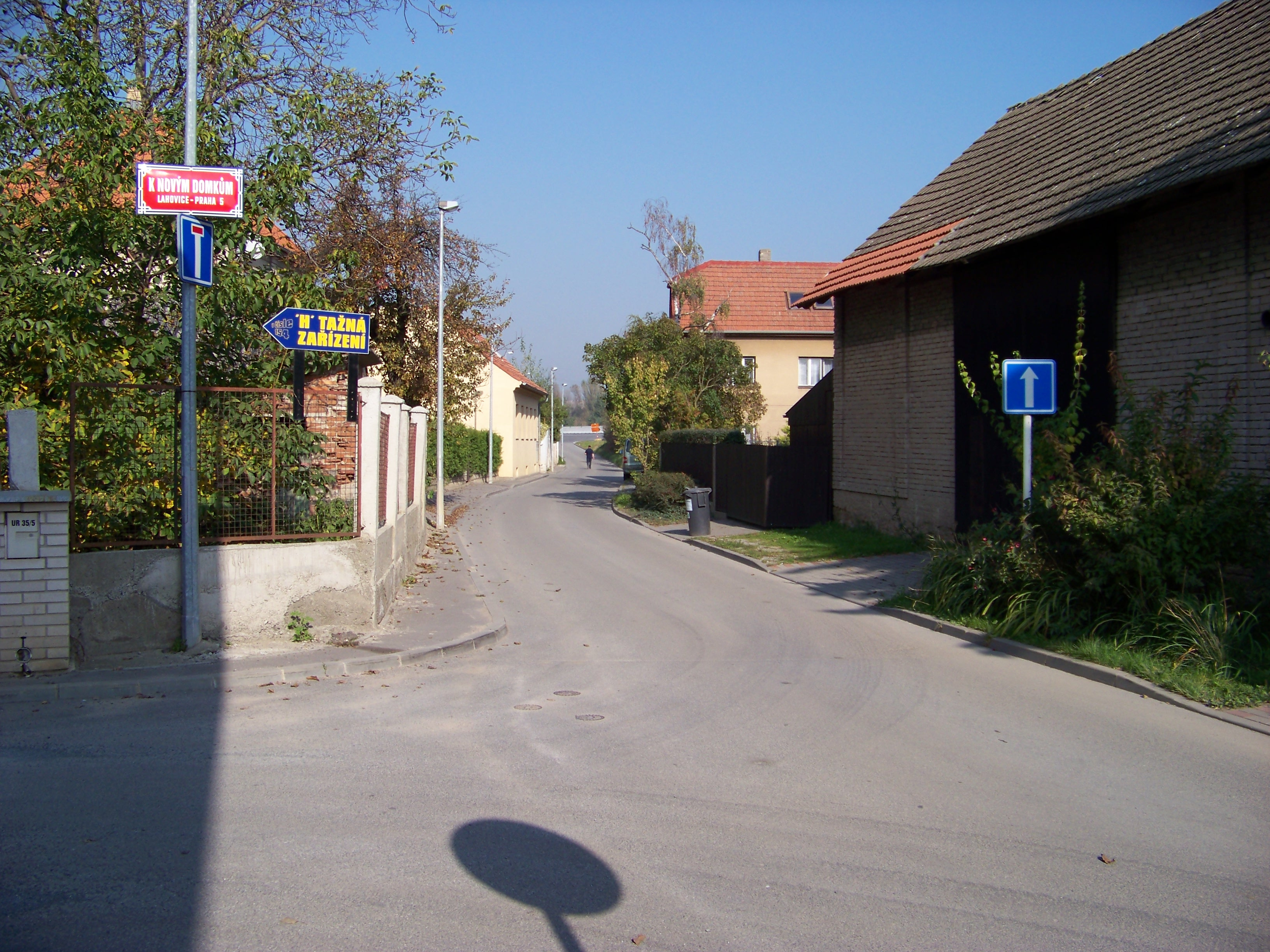
Ulice Spodní v Lahovicích

Nevelká osada Lahovice leží převážně na západní straně Strakonické ulice. Je v ní jen několik málo pojmenovaných ulic: původní hlavní cestou je ulice Lahovská, vedoucí podél dnešní Strakonické, souběžně s ní vede v jižní částí osady ulice Spodní a z ní odbočuje kolmá ulice K novým domkům. Bývalé statky západně od ulice Spodní jsou sídlem několika autoservisů. U břehu Berounky asi půl kilometru západně od vlastních Lahovic se nachází menší nepojmenovaná chatová osada. U jižního okraje zástavby Lahovic se nachází mimoúrovňová křižovatka Lahovice, která je svou rozlohou větší než sama osada. Údolí Vltavy i Berounky zde překračuje estakáda zvaná Radotínský most.
Osada Lahovičky je dnes od pohledu i počtem ulic a domů větší než osada Lahovice. I tato osada má protáhlý tvar podél Strakonické ulice, větší částí leží východně od ní, směrem k Vltavě. Původní trasování hlavní cesty naznačuje název souběžné ulice Na staré, která se před připojením Lahovic k Praze jmenovala Stará cesta. Příčným směrem vedou ulice Ke stanici, K řece a K zahradám. Východně od zástavby vede pobřežím Vltavy bezejmenná komunikace (Jahodačka – místně užívaný název, protože na sousedním poli se často pěstovaly jahody) po níž je značena páteřní cyklotrasa A1. Od ní se odděluje komunikace K sádkám, která obepíná obytnou zástavbu Lahoviček na severovýchodní straně a zaúsťuje do Strakonické ulice. V klínu obou těchto komunikací se nachází Lahovická nádrž, rybářské jezírko o rozloze 0,9 ha vybudované v 80. letech 20. stol. V severním výběžku Lahoviček, v úrovni chuchelského závodiště, se nacházejí sádky Rybářství Praha. Západně od Strakonické ulice se nachází pouze řada několika domů podél Strakonické ulice, za jejichž humny vede ulice Za ploty. Jižně od chuchelského závodiště vede kolmo k těmto ulicím ulice K závodišti.
Na území západně od Lahovic i od Lahoviček je plánována těžba štěrkopísků a vznik Radotínských lagun.
Na území Lahovic se nenachází žádná chráněná kulturní památka. Krom silnic tu nejsou žádné výraznější stavby ani památky. V 19. století tu býval velký dřevěný kříž, u něhož se vždy zastavovali ke krátké modlitbě poutníci na Svatou horu u Příbrami.

## Povodně

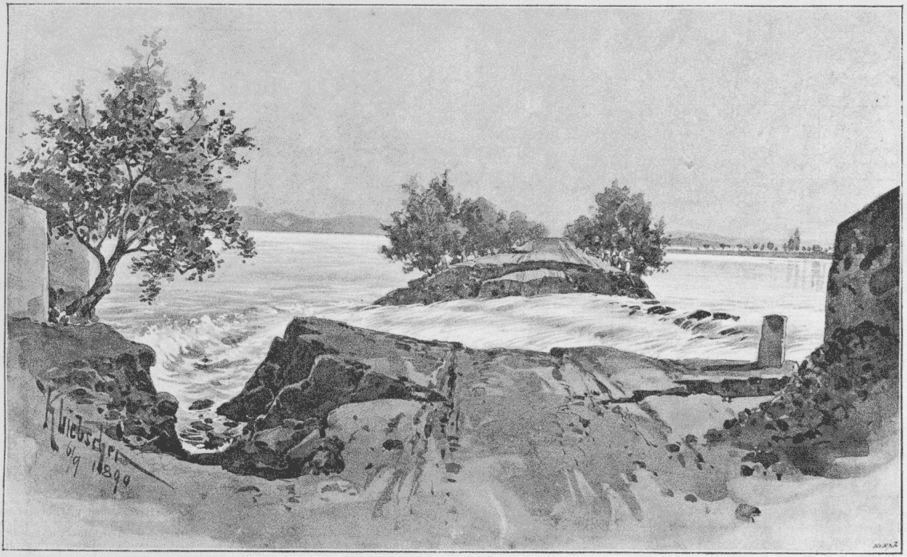
Silnice mezi Zbraslaví a Malou Chuchlí při povodni roku 1890

Poloha osad v nivě na soutoku dvou řek je předurčuje k tomu, že při větších povodních jsou zaplaveny.
Při povodni v září 1890 byla zaplavena celá osada a navíc došlo k výbuchu tovární pece na šamotové cihly. Při velké povodni roku 1893 byla značná část Lahovic a Lahoviček zničena; došlo k výraznému odlivu obyvatelstva a část se přestěhovala alespoň z níže položených Lahovic do výše položených Lahoviček. Zatímco Lahovice byly vyplavovány již desetiletou vodou, Lahovičky až padesátiletou.
Při povodni v srpnu 2002 byly v ulicích Lahoviček 4 metry vody, při povodni v červnu 2013 zde bylo 1,5 metru vody. V roce 2013 navíc selhal varovný systém.
Ačkoliv povodně v roce 2002 donutily Prahu vybudovat systém protipovodňové ochrany, tři osady v nivě v okolí soutoku Vltavy a Berounky, tedy Lahovice, Lahovičky a Lipence, nebyly do plánu ochrany zahrnuty, protože vybudování ochrany by zde stálo nepoměrně více, než je výše škod, které zde povodeň může napáchat, a protože vzhledem ke štěrkopískovému podloží by některá opatření nemusela být účinná. Oblast Lahovic a Lahoviček je naopak považována za rozlivovou zónu. Podobně nechráněný zůstal i dolní Sedlec, Podhoří a Troja na opačné straně Prahy. V souvislosti s tímto rozhodnutím, které bylo učiněno v roce 2003, a v reakci na protesty místních obyvatel nabídla Praha obyvatelům Lahovic odkup jejich domů, ač možnost takového opatření původně primátor Bém vylučoval. Pro případ povodně jsou však zpracovány evakuační plány. Po povodních roku 2013 byla otázka protipovodňového plánu znovu otevřena.

## Doprava

### Silniční síť

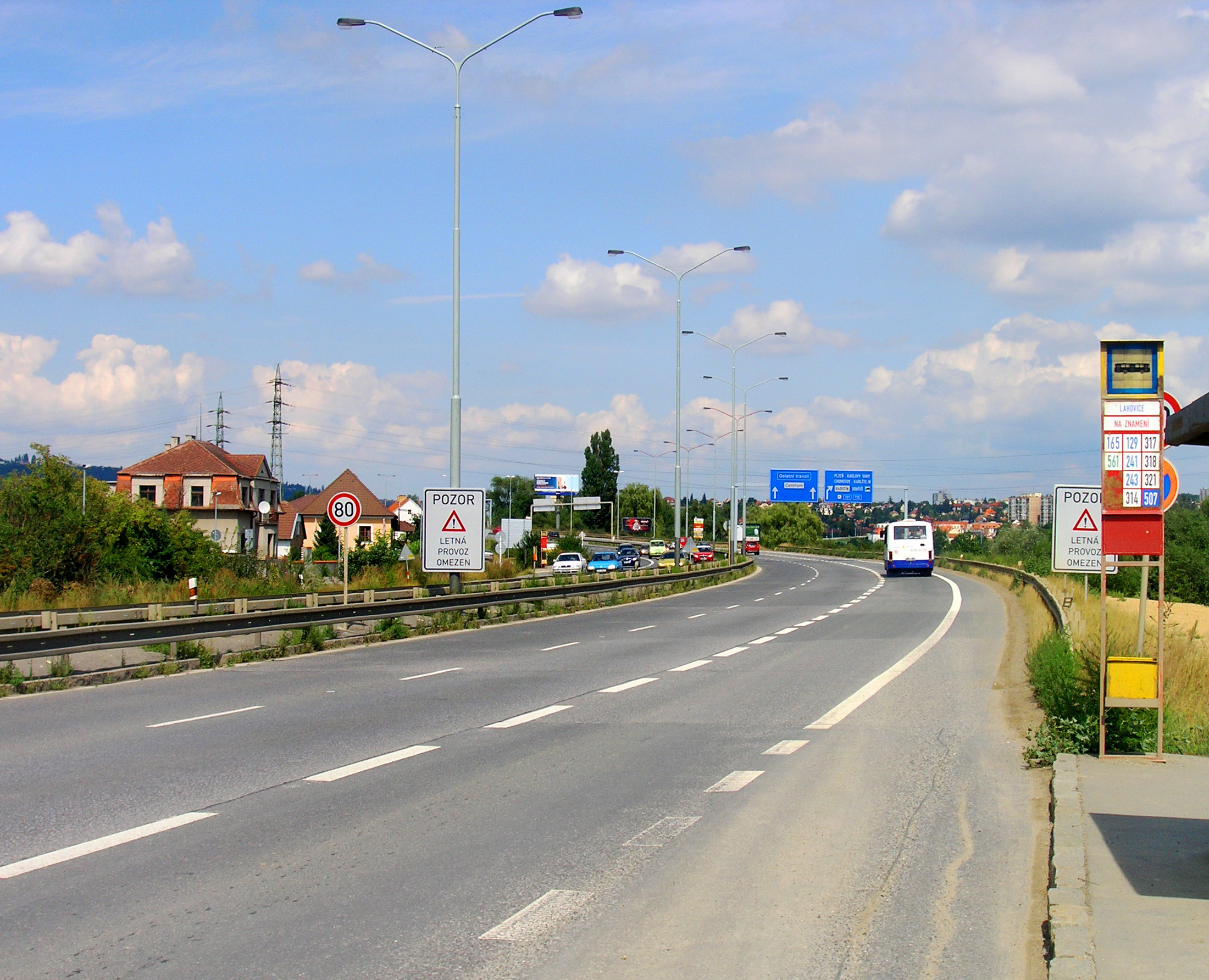
Strakonická ulice v Lahovicích (v roce 2008 před rekonstrukcí)

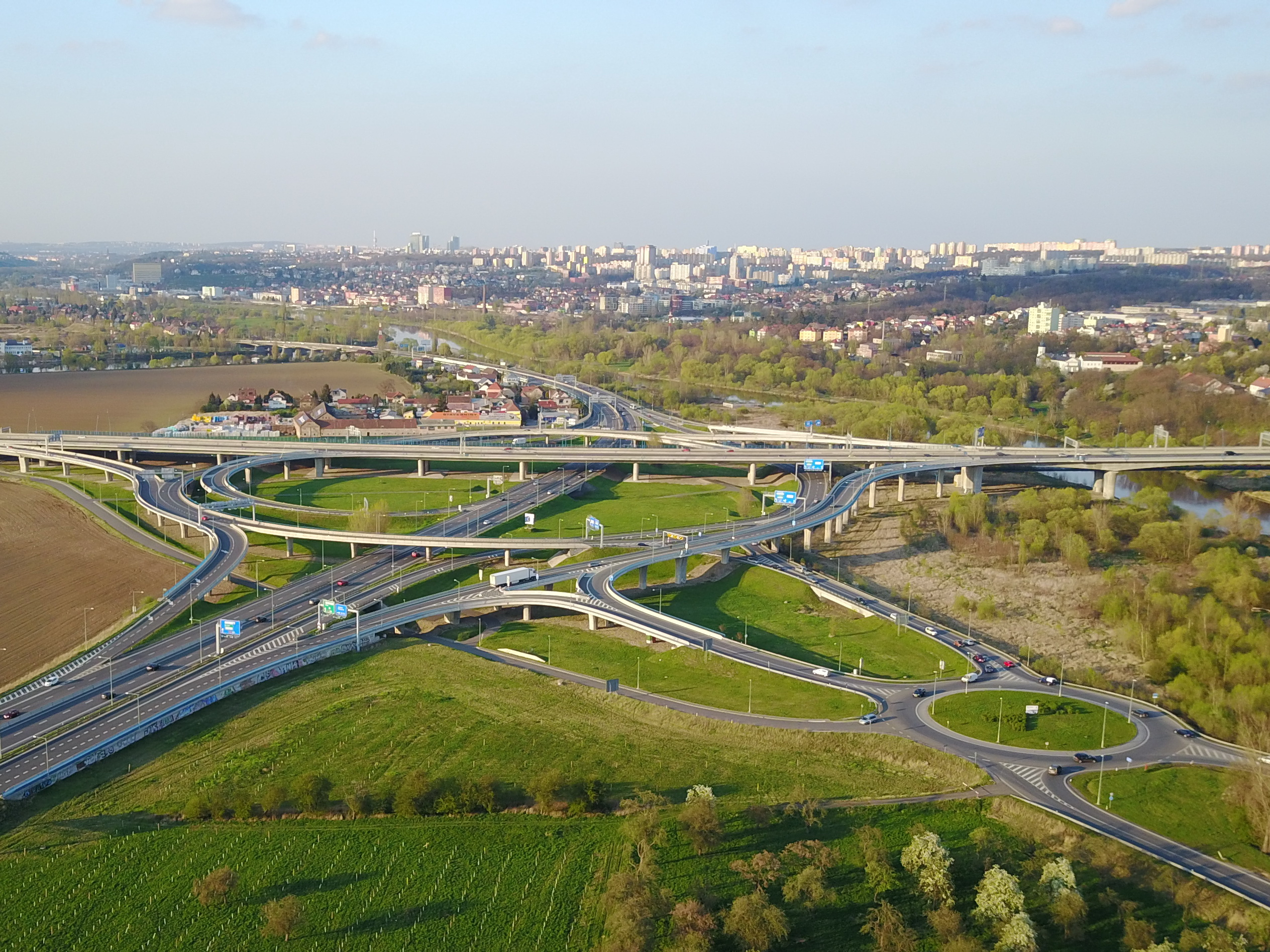
Mimoúrovňová křižovatka Lahovice je největší česká křižovatka

Až do 18. století vedla hlavní obchodní cesta z Prahy na Zbraslav a dále do Bavor cestou přes Slivenec, Velkou Chuchli a radotínský přívoz. Lahovice byly se světem spojeny cestou přes Radotín (dnešní ulice Výpadová). Cestu ze Zbraslavi do Prahy podél Vltavy vybudovala francouzská vojska prolomením barrandovské skály a zřízením dvou dřevěných mostů přes obě ramena Berounky v roce 1742 či 1743 v rámci Pasovské cesty (nazývané později též Zbraslavská, Dobříšsko-Vimperská nebo Strakonická). V letech 1805–1814 byla tato cesta přestavěna na silnici. Někdy před rokem 1920 byl francouzský dřevěný most nahrazen železobetonovým. Ve 20. letech (do roku 1928) zde byly na třech úsecích testovány tři různé typy betonového povrchu vozovky, podle americké i německé technologie.
Strakonická ulice (označovaná též jako Chuchelská radiála), je dnes pražským pokračováním silnice I/4 od Strakonic a Příbrami. V letech 1961–1963 byla postavena povltavská silnice II/102 podél Zbraslavi a upraven její rozštěp se silnicí I/4, roku 1963 byl ke stávajícím Lahovickému mostu, po němž silnice I/4 přechází Berounku mezi Lahovičkami a Lahovicemi, přistavěn druhý most pro směr do Prahy. 1. prosince 1966 byl zprovozněn obchvat Zbraslavi na silnici I/4 za Lahovicemi. Nynější provedení Strakonické ulice ve dvou jízdních pásech po dvou jízdních pruzích pochází z roku 1973, kdy byla rekonstruována původní Zbraslavská silnice. Strakonická ulice se tak stala novou bariérou, která Lahovice a Lahovičky rozděluje podélně, západní a východní část jsou propojeny jen několika málo podchody a podjezdy. Dopravní zatížení Strakonické ulice v Lahovicích a Lahovičkách bylo kolem roku 2000 větší než zatížení dálnic D5, D8 i D11 na výjezdu z Prahy.
Při jižním okraji zástavby Lahovic křižuje údolí Vltavy i Berounky Radotínský most, součást Pražského okruhu, zprovozněná roku 2010. Se Strakonickou ulicí jej propojuje monumentální mimoúrovňová křižovatka Lahovice, do níž je zaústěna i silnice II/102 od Milevska a Štěchovic (ulice K přehradám). Na severním předmostí Lahovického mostu je menší mimoúrovňová křižovatka, kterou je do Strakonické ulice zaústěna ulice Výpadová od Radotína, po které vedou peáží silnice II/101 a II/115.

### Veřejná silniční doprava
V letech 1892–1912 je doložena koněspřežná veřejná doprava ze Zbraslavi přes Lahovice k železniční stanici v Malé Chuchli. Jednalo se o poštovní jízdy s kapacitou od 2 do 4 cestujících.
František Křižík získal v roce 1897 povolení předběžných technických prací na stavbě tramvajové trati; ve stejném roce požádala o povolení i rada města Prahy a Křižík jí ustoupil a své záměry stáhl. Elektrické podniky hl. m. Prahy vypracovaly i podrobný projekt jednokolejné tramvajové trati s výhybnami, pro niž se počítalo s výstavbou nových železných mostů přes obě ramena Berounky. Klíčovou překážkou se stalo trojí křížení železničních tratí. Roku 1899 přišla s podobným záměrem na zřízení tramvajové trati též Elektrotechnická akciová společnost dříve Kolben a spol. v Praze, avšak ani ona neuspěla.
Od druhé poloviny 20. let byla mezi Prahou a Zbraslaví zaváděna celá řada navzájem si konkurujících autobusových linek: první z nich byla od 25. června 1927 linka K. Nedomy z Jungmannova náměstí na Zbraslav a z Karlova náměstí do Štěchovic a na Nový Knín, později přibyly linky ČSD, JAS, Fr. Růžičky, J. Zitty a dalších. Elektrické podniky hlavního města Prahy v roce 1927 žádaly o koncesi, ale nedostaly ji. Významná autobusová linka ČSD z Prahy na Zbraslav byla zavedena asi v květnu 1929, od 1. června 1936 převzaly její provozování Elektrické podniky hlavního města Prahy jako linku Z. Na území Lahovic měla linka tři zastávky: „Lahovičky, Walterova zahrada“, „Lahovičky, U Lebedů“ a „Lahovice“. K 9. říjnu 1939 byla linka EP kvůli válečným omezením zrušena, někteří soukromníci jezdili i nadále, ale také v omezeném rozsahu. V roce 1943 zavedly Českomoravské dráhy linku 1056j Praha–Zbraslav–Lipany, ale 16. října 1944 ji opět zrušily a doprava se přes přívozy přesměrovala na modřanskou železniční trať. Od roku 1947 byly linky ČSD ukončeny na novém autobusovém nádraží na Smíchově; kmenovou linkou byla v té době linka 3488 Praha–Zbraslav–Lipence. Po válce došlo k rozvoji autobusové dopravy ČSAD; hlavní linka do Zbraslavi a Lipenců vystřídala čísla 01302, 01102, 01143 a 11430. Roku 1959 byla zavedena autobusová linka ČSAD č. 01123 (pozdější 11690) z Radotína přes Lahovický most a Zbraslavský most do Modřan.
V první polovině 50. let 20. století byl schválen projekt trolejbusové trati z Újezdu přes Velkou Chuchli na Zbraslavské náměstí po nové pobřežní komunikaci, zprovoznění bylo plánováno na rok 1953. 18. dubna 1954 byl zprovozněn úsek do Velké Chuchle, kde již bylo vybudováno trolejové větvení směrem dále na Zbraslav. Pokračování bylo kvůli rekonstrukci výpadovky odloženo na rok 1958. V souvislosti s rekonstrukcí byl však v lednu 1960 zastaven provoz i na úseku do Chuchle a už nikdy nebyl obnoven.
O letních víkendech roku 1965 zajížděla do Lahovic rekreační autobusová linka F, obsluhující chuchelské závodiště.Od 1. července 1968 byly do Lahovic prodlouženy vybrané spoje linky 129, která jezdila od zlíchovského lihovaru do Velké Chuchle. Od roku 1970 byly do Lahovic prodlouženy všechny spoje, protože v Chuchli bylo kvůli silnému provozu zakázáno odbočování z Dostihové ulice (a tím i z autobusové otočky) doleva do centra Prahy. Z téhož důvodu jezdila ve směru do Prahy přes Lahovičky i víkendová rekreační linka F a ve víkendové trase i linka 172. Od roku 1974 jezdila linka 172 po této trase celodenně a celotýdenně. Rekreační linka k chuchelskému závodišti nesla označení 224 a později 453, k říjnu 1992 byla účelová linka zrušena a v pozdějších letech byla provozována jen příležitostně. Od 1. října 1979 jezdila přes Lahovičky též školní linka 415, později přečíslovaná na 561. Ještě v roce 1979 byla zavedena nová linka ČSAD č. 11432 pro obsluhu zbraslavského sídliště.
29. prosince 1979 byly zřízeny městské linky 241 (na Lipence), 243 (na sídliště Zbraslav), 244 (do Radotína) a 245, kterými byly v reakci na rozšíření Prahy roku 1974 nahrazeny dosavadní linky ČSAD, a linka 129 byla prodloužena z Chuchle na Baně. 23. listopadu 1981 k nim přibyla linka 255 do Strnad. Od 3. listopadu 1985 byly autobusové linky z této oblasti navázány na stanici metra Smíchovské nádraží. 9. května 1995 byla zrušena linka 245. Od 4. listopadu 1984 byla přes Zbraslav, Lahovice a Lebedov prodloužena linka 165 od Komořan do Radotína, nahrazující dosavadní linky 240 a 245 (v létě 1995 byla na několik měsíců nahrazena dočasnou linkou 465). Noční autobusová linka 507 byla v provozu nejprve od 27. října 1988 do 23. prosince 1991, pak znovu od 27. května 2000.
Od roku 1995 byly postupně začleněny do Pražské integrované dopravy linky na Jíloviště, Mníšecko, Dobříšsko a Štěchovicko, avšak docházelo k různým změnám v tom, které z těchto linek v Lahovicích či Lahovičkách zastavují. První příměstskou integrovanou linku zde byla od 18. září 1995 linka 360 do Jíloviště a Trnové: byla zároveň první příměstskou linkou PID, kterou neprovozoval Dopravní podnik hl. m. Prahy. 1. července 1996 byl zaintegrován svazek linek na Mníšecko (část přes Zbraslav, část přímo po silnici I/4). 1. ledna 2003 byla zřízena linka PID 314 přes Strnady a Davli do Mníšku, 1. července 2004 linky přes Strnady na Štěchovicko. Od 26. února 2006 byly spoje městské linky 255 převedeny na linku 314.
Donedávna jezdila přes Lahovičky i linka 244 mezi Smíchovem a Radotínem a jedním směrem i polookružní linka 172 obsluhující Velkou Chuchli. Od roku 2004 byla část spojů z linky 244 převedena na linku 204, která nejela přes Lahovičky. Od 8. března 2009 byla linka 204 sloučena do prodloužené linky 172, přičemž směr do Prahy přestal jezdit přes Lahovičky, a od 11. prosince 2011 byla dosavadní linka 244 přes Lahovičky zcela zrušena a číslo 244 dostala dosavadní prodloužená linka 172, která přes Lahovičky nejede.
Při rozsáhlých změnách vedení linek MHD k 1. září 2012 byla v úseku mezi Zbraslaví a Radotínem linka 165 nahrazena novou linkou 255 a byla zrušena linka 243.
Po Strakonické ulici je veden svazek městských linek ze Smíchova do oblasti Zbraslavi (nyní jež jen 129, 241 a noční 507) a příměstské linky do oblastí Štěchovicka, Jíloviště a Mníšecka. Část těchto linek zastavuje na Strakonické ulici v zastávkách Lahovice a Lahovičky. Zbraslav s Radotínem spojuje přes Lahovice a okraj Lahoviček linka 255 (do srpna 2012 to byla linka 165). Na území Lahoviček má zastávku Lahovický most a při hranici s Radotínem též zastávku Radotínský přístav.

### Vodní doprava

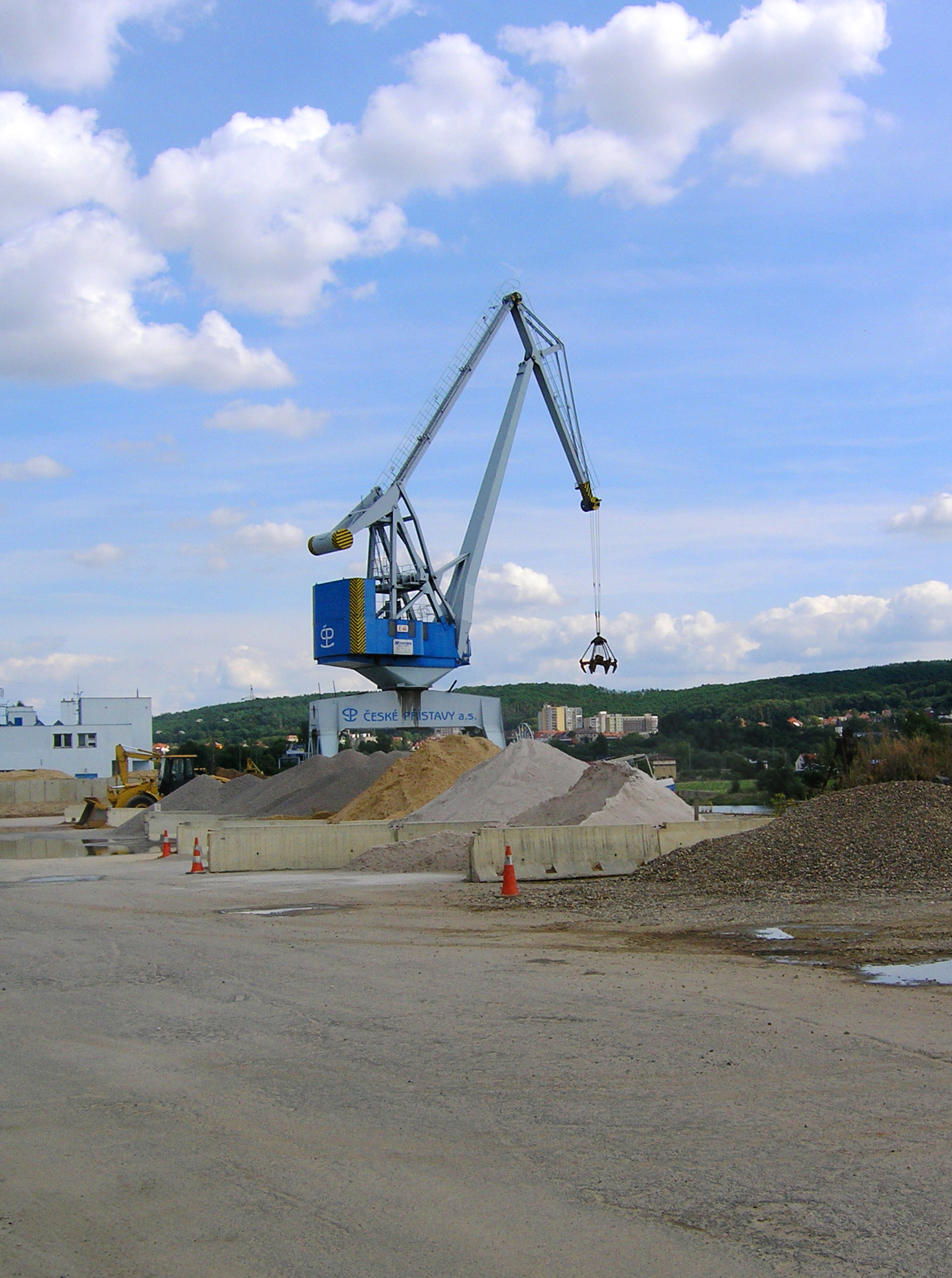
Jeřáb v radotínském přístavu

Na území Lahoviček se nachází větší část Radotínského přístavu, vybudovaného v 80. letech 20. století, který je sice umístěn na Berounce, ale slouží nákladní dopravě po vltavské vodní cestě. Na Vltavě se u Lahoviček nachází Modřanský jez. Plavební komora je na modřanské straně jezu, na lahovické straně se nachází sportovní propusť pro kánoe.
Osobní lodní doprava, která byla v úseku do Štěchovic zavedena roku 1865 a měla svého času klíčový význam pro spojení Zbraslavi i Velké Chuchle s Prahou, v Lahovicích nezastavovala a lahovičtí museli využít zbraslavské nebo chuchelské přístaviště. Přímo v Lahovicích bylo přístaviště jen krátkou dobu na počátku 20. století, naposledy je spolehlivě doloženo jízdním řádem z roku 1905.
Přívozy zajišťovaly od druhé poloviny 19. století spojení s Modřanami, kde se rozvíjel průmysl a od března 1882 do nich vedla železnice z Nuslí.
Lahovický přívoz (Lahovice – Komořany) je poprvé doložen k roku 1861, naposledy 1978. K tomuto přívozu bývá vztahována i zmínka o modřanském přívozu v listině krále Jiřího z 19. ledna 1459, kdy byl přívoz součástí obchodní cesty z jižních Čech do Prahy. Původně byl ve správě zbraslavského panství a určený pouze pro přepravu osob. 1861 se začátkem provozu modřanského cukrovaru byl vedle osobního přívozu zřízen druhý přívoz pro povozy s řepou. Od roku 1897 lahovický přívoz provozoval ve své režii cukrovar. Převozníkovi bydlícímu v domečku na lahovickém břehu přiděloval na době kampaně dva pomocníky. S rozvojem automobilové dopravy přestávalo být problémem vozit řepu přes Zbraslavský most. Místní národní výbor v Lahovicích se v roce 1945 stal majitelem přívozu a v roce 1956 jej zrušil. V roce 1978 Lahovický přívoz provozoval zbraslavský místní národní výbor, kdy byla přeprava bezplatná. V plavebních mapách zde byl osobní přívoz se spodním vodičem vykazován ještě v roce 1985.
Přívoz Modřany–Lahovičky, zhruba v úrovni dnešní ulice K řece, byl v provozu od doby před první světovou válkou do roku 1950. Sloužil hlavně Rolníkům, kteří měli pole na opačném břehu. (Podle Fojtíka byl poprvé doložen 1914, naposledy 1971) Zanikl zřejmě v souvislosti s výstavbou modřanského jezu. Ve čtvrtek 3. listopadu 1910 časně ráno se na přívozu v Lahovičkách potopila přetížená loďka. Převozník Antonín Pechar skupině dělníků nabídl, že je převeze na větším prámu, používaném pro dobytek. Dělníci odmítli jet jako dobytek a na malou loďku, určenou pro 12 cestujících, se jich nahrnulo asi 30. Převozník požadoval, aby polovina z nich vystoupila, ale vtom další dělník přiskočil na loďku, čímž ji odrazil od břehu a překotil. Se záchranou pomáhal převozník a později lodníci kolemjedoucího parníku. Tři z cestujících se utopili.
V září 2009 byl přivoz z Lahoviček do Modřan znovu zaveden jako přívoz Pražské integrované dopravy P6. Tento přívoz je dlouhodobě nejméně využívaný ze všech přívozů PID, v roce 2011 přepravil průměrně 52 lidí denně.